# Trajanòpolis de Tràcia
Trajanòpolis de Tràcia (en llatí Trajanopolis, en grec antic Τραϊανόπολις) era una ciutat fundada per l'emperador Trajà o potser en honor seu, a la costa sud de Tràcia, quasi al mateix temps que Plotinòpolis, fundada en honor de la seva dona Pompeia Plotina.
La situació exacta és dubtosa. És possible que fos a la dreta de l'Hebros, vora el coll de la serralada de Ròdope, per on flueix el riu, a uns 40 km de la seva desembocadura, on avui hi ha la ciutat d'Orikhova, però això no concilia amb algunes dades que donen els geògrafs romans segons els quals, podria estar a l'oest del riu, a la via Egnàcia. Alguns autors diuen que es trobava a 9.000 passes de la ciutat de Tempira i a 29.000 de Cípsela, molt lluny de la situació d'Orikhova.
Trajanòpolis va ser declarada capital de la província romana de Ròdope i va mantenir la seva importància fins al segle iv. Ammià Marcel·lí, quan descriu Tràcia, no l'esmenta i dona com a principals ciutats de la província Maximianòpolis, Maronea i Enos.
De Trajanòpolis en parlen Claudi Ptolemeu, Hièrocles, Procopi, Constantí Porfirogènit i altres.